# Andy Palacio

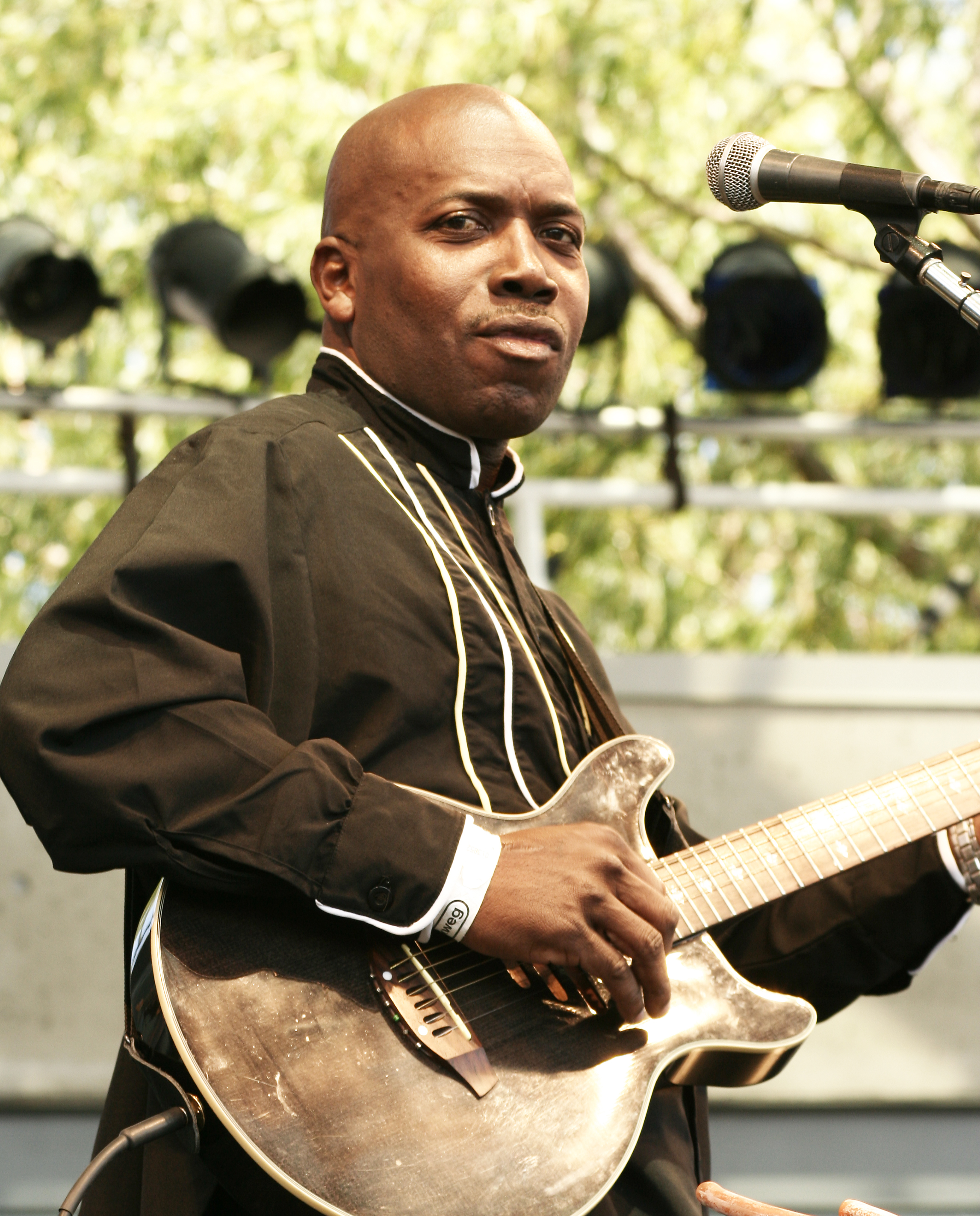
Andy Palacio, 2007

Andy Palacio (* 2. Dezember 1960 in Barranco, Toledo District; † 19. Januar 2008 in Belize City) war ein belizischer Musiker. Sein Engagement galt der Erhaltung der Sprache und Kultur der Garifuna in Form von Musik.
Als junger Mann ging Palacio als Mitarbeiter eines Bildungsprogrammes nach Nicaragua. Zurück in der Heimat beteiligte er sich am Punta Rock, der traditionelle Garifuna-Klänge mit Jazz und Rock ’n’ Roll verbindet. 1987 lernte er bei einem Englandaufenthalt, seine Musik zu professionalisieren. Sein Garifuna Collective war ein internationales Ensemble, das ältere Stars und junge Talente zusammenbrachte. Das 2007 veröffentlichte Album Watina machte ihn international bekannt und führte die World Music Charts Europe dieses Jahres an. Zusammen mit Ivan Duran wurde er mit dem WOMEX-Preis ausgezeichnet. Außerdem wurde Palacio zum UNESCO-Friedensbotschafter ernannt.
Palacio starb im Januar 2008 an den Folgen eines Hirnschlags und Herzinfarkts. Es war noch versucht worden, ihn in eine Klinik nach Chicago zu fliegen; aufgrund seines aussichtslosen Gesundheitszustands wurde das Vorhaben jedoch abgebrochen und Palacio nach Belize zurückgebracht, so dass er in seinem Heimatland starb.

## Alben
- Keimoun (beat on) (1. 1997 Intuition Oversees/IMM, Stonetree Record) (2. 2002, Stonetree Records)
- Til Da Mawnin (2004, Stonetree Records)
- Watina (2007, Cumbancha)